# Velká Balachňa
Velká Balachňa (rusky Большая Балахня) je řeka v Krasnojarském kraji v Rusku. Je dlouhá 532 km. Plocha povodí měří 12 600 km².

## Průběh toku
Pramení v jezerech ve střední části Severosibiřské nížiny. Teče na východ přes bažinatou tundru a ústí do malé zátoky na západním břehu Chatanžského zálivu, jež je součástí moře Laptěvů.

## Vodní režim
Zdrojem vody jsou sněhové a dešťové srážky. Zamrzá na konci září a rozmrzá na začátku června.

## Využití
Je bohatá na ryby (síh malý, síh muksun, nelma obecná, siven severní).